# TTT Rīga
Der TTT Rīga ist ein lettischer Frauenbasketballverein aus der Hauptstadt Riga.
Der 1958 gegründete Verein konnte bisher 18-mal die FIBA EuroLeague Women gewinnen und 11-mal die lettische Meisterschaft. Der Heimspielort ist die 12.500 Zuschauer fassende Arena Riga. Zu den besten Spielerinnen zu Sowjetzeiten zählte Uļjana Semjonova.

## Erfolge
- EuroLeague Women: 1960–1962, 1964–1975, 1977, 1981, 1982
- Lettische Meisterschaft: 2001, 2002, 2003, 2004, 2005, 2007, 2008